# 老松孔雀図
『老松孔雀図』（ろうしょうくじゃくず）は、伊藤若冲の日本画『動植綵絵』の全30幅中の1幅である。牡丹の間にそびえる岩の上に立つ白い孔雀と松の老木を描いている。

## 背景
『動植綵絵』は江戸時代の日本画家・伊藤若冲の代表作のひとつである。若冲は両親、弟、自分自身の永代供養を願って『釈迦三尊像』と本画を製作し、1765年に相国寺に寄進した。その後は同寺のもとに伝わったが、同寺が廃仏毀釈の影響で貧窮したため、1889年（明治22年）に1万円の下賜金と引き換えに明治天皇へと献上された。その後は御物として皇室の管理化にあったが、1989年（平成元年）に日本国へ寄贈され皇居三の丸尚蔵館の所蔵となった。『動植綵絵』の題は若冲が自ら寄進状に記した名称であり、その名の通り30幅いずれもさまざまな動植物をモチーフとしている。『動植綵絵』の大きな特徴として独創的な色彩表現が挙げられる。技法自体は伝統的な絹絵の表現方法を踏襲しているものの、絵具の種類やその重ね方、裏彩色の活かし方を工夫することで独自の色彩表現として成立している。皇居三の丸尚蔵館学芸室主任研究官の太田彩は本作の製作にかかった10年を「若冲飛躍の10年であり、若冲画風確立の10年であった」と述べている。また、若冲の作品群の中でも特に高い評価を得ており、「『動植綵絵』は別格」などとも評される。本項では『動植綵絵』30幅のうち1幅『老松孔雀図』について詳述する。

## 内容
牡丹の間にそびえる岩の上に立つ白い孔雀と松の老木を描いている。岡岷山の作品に本画と同様の構図のものがあり、何らかの関連が指摘されている。寸法は縦142.9センチメートル、横79.6センチメートルである。『藤景和画記』では「芳時媚景」（ほうびじけい）と題されている。
画題である孔雀、松、牡丹はいずれも吉祥画題である。孔雀は仏教で神聖視されており、元々はインドで恵みの雨をもたらす吉鳥とされていた。また、本画の孔雀は白色であり、吉祥性がより高まっている。『動植綵絵』では他に白色の鳳凰を描いた絵も存在することから、仏の荘厳具としての性格が強く意識されていると思われる。老いた松は神聖さの象徴で、牡丹は「花王」とも称される。これら3つの画題が合わさって格式高い図様に仕上がっている。辻惟雄は孔雀、松、牡丹の図様は南蘋派もしくは長崎派の影響を受けたものだろうと推測している。太田および早川も白い孔雀という画題は南蘋派もしくは中国画の影響を受けたものだと推測している。
孔雀表面の白は胡粉によるもので、裏彩色で胡粉と黄土が施されている。黄土の裏彩色は場所によって濃淡を変えながらも首から体部にまでひろく用いられている。胡粉の裏彩色も同様に濃淡を変えながら頭部から尾羽に至るまでほぼ全体に施されている。この胡粉と黄土による裏彩色は太田彩が「白羽の下に金泥」と形容する技法で、胡粉で描かれた白羽の下に黄土の裏彩色、肌裏紙の墨、絵絹の質感が合わさることで金色に輝いているかのような視覚的効果が得られる。尾羽にはハートのような模様があしらわれており、若冲作品としては珍しく金泥が用いられている。若冲は金泥を多用しない傾向にあり、薄塗りを複数層重ねることで微妙な色彩表現にこだわる若冲にとって透明感のない金泥の評価は高くなかったのだと思われる。本画も金泥の部分に塗りムラが見られることから、厚塗りになりすぎないよう注意していたことがうかがえる。金泥の下には辰砂で赤が施されている。伝統的な仏画では金泥の発色を良くするために丹を用いる技法があり、若冲もそれに倣ったものだと思われる。なお、尾羽の金色すべてが金泥というわけではなく、白羽の下に透けている部分は黄土の裏彩色によって表現されている。尾羽のハート模様の濃緑は銅と少量のヒ素から成る緑青、青は群青によるものである。また、ハート模様の部分はわずかに墨の輪郭線で縁取られている。黒目周囲の黄は黄土、黒目周囲の緑は染料、舌の赤は染料によるものである。
牡丹の花びらには辰砂が用いられており、裏彩色は一切施されていない。白い牡丹の花びらはピンクで縁取られた版画風で、同様の技法は『牡丹小禽図』にも見られる。辻惟雄は同技法について絵手本の影響を指摘している。なお、縁取りのピンクは染料による表現である。蕊の鮮やかな黄は石黄によるもの、葉の葉脈は銅と少量のヒ素から成る緑青によるものである。葉は緑青の裏彩色が施されている。
松の葉は染料による表現であり、深緑色と墨線の2色を用いることで奥行きが感じられるほか、緑の絵具でごくごく薄い裏彩色が施されている。枝は孔雀の胸の付近で激しくうねり、目玉のようなうろが描かれているが、辻惟雄はこれを若冲による「いたずら遊び」だと述べている。
幹と岩肌に描かれた苔の緑は銅のみを含んだ緑青によるものであり、尾羽の濃緑に使われた銅と少量のヒ素を含む緑青とは異なる。岩肌は群青によるものである。
制作時期は1761年（宝暦11年）作の『芦鵞図』以前だと考えられている。

## 落款
款記には「居士若冲製」とある。印は白文方印で「汝鈞」と、朱文円印で「若冲居士」と捺されている。「汝鈞」は名、「若冲居士」は号を意味する。